# Список глав правительства Азербайджана
Список глав правительства Азербайджана включает лиц, занимавших пост премьер-министра Азербайджана или пост главы правительства или подобных исполнительных органов власти в процессе развития современной национальной государственности страны, включая глав независимой Азербайджанской Демократической Республики, Азербайджанской ССР в составе союзной республики СССР, союзной республики и вновь независимого государства.
В настоящее время главой правительства страны является Премьер-министр Азербайджанской Республики (азерб. Azərbaycan Respublikasının Baş naziri). Кандидатура главы правительства выдвигается президентом на рассмотрение Милли Меджлиса (парламента). После рассмотрения, с согласия парламента, премьер-министр назначается президентом. Если же такового согласия трижды не будет дано, президент может назначить премьер-министра без согласия парламента. Возглавляемый премьер-министром Кабинет министров Азербайджанской Республики подчиняется Президенту и ему подотчётен.
Использованная в первом столбце таблиц нумерация является условной; также условным является использование в первом столбце цветовой заливки, служащей для упрощения восприятия принадлежности лиц к различным политическим силам без необходимости обращения к столбцу, отражающему партийную принадлежность. Наряду с партийной принадлежностью, в столбце «Партия» также отражён беспартийный статус персоналий. В столбце «Выборы» отражены состоявшиеся выборные процедуры или иные основания получения полномочий главы государства, утвердившего после своего вступления в должность главу правительства. Для удобства список разделён на принятые в историографии периоды истории страны. Приведённые в преамбулах к каждому из разделов описания этих периодов призваны пояснить особенности её политической жизни.
В XX веке азербайджанская письменность существенно реформировалась более 10 раз, четырежды меняя графическую основу официально используемого алфавита (арабскую до 1929 года, латинскую до 1939 года, кириллическую до 1992 года, и вновь латинскую, переход на которую был завершён в 2001 году), что отражало как потребности носителей языка, так и политическую конъюнктуру. По возможности, азербайджанские имена и наименования государственных должностей и самого государства, приведены в списке с учётом использовавшейся в соответствующий период письменности.

## Азербайджанская Демократическая Республика (1918—1920)
15 (28) ноября 1917 года на совещании представителей политических сил региона был создан Закавказский комиссариат — временное коалиционное правительство в Закавказье, являвшееся на тот момент высшим органом власти в регионе. 10 (23) февраля 1918 года из депутатов, избранных во Всероссийское Учредительное собрание от Закавказья, комиссариат созвал парламент — Закавказский сейм. 13 (26) марта сейм упразднил комиссариат и сформировал Закавказское правительство, 9 (22) апреля провозгласил Закавказье независимой Закавказской Демократической Федеративной Республикой (ЗДФР). В ходе Батумской мирной конференции, проходившей 11—26 мая 1918 года, возникли разногласия между представителями закавказской делегации: грузинские меньшевики достигли двухсторонней договорённости с Германией, а мусаватисты — с Турцией, что предрешило распад ЗДФР. 26 мая Закавказский сейм, признав факт распада федерации, объявил о самороспуске. 27 мая члены мусульманской фракции сейма решили создать Временный Национальный Совет под председательством Мамеда Эмина Расулзаде. 28 мая азербайджанский Нацсовет на первом заседании в Тифлисе (ныне Тбилиси) принял Декларацию независимости (азерб. ایستیقلال عقدنامه‌سی), тем самым провозгласив независимой Азербайджанскую Демократическую Республику (азерб. آذربایجان خالق جمهوریتی), а Фатали Хан Хойский, бывший министром юстиции ЗДФР, объявил состав временного правительства под своим председательством. До прибытия национального правительства в Елизаветполь (ныне Гянджа) 16 июня 1918 года контроль заявленной государственной территории не осуществлялся.
В июне 1918 года между Азербайджаном и Турцией был заключён договор, по которому в распоряжение последней переходили бакинские нефтяные промыслы, суда Каспийской флотилии и железная дорога в обмен на военную помощь в борьбе с большевиками. В июле турецко-азербайджанское вооружённое формирование «Кавказская исламская армия» начало наступление против Бакинской коммуны и к сентябрю ему удалось вытеснить своих политических противников (после упразднения коммуны, Диктатуру Центрокаспия) из Баку и перенести туда столицу Азербайджана. После окончания Первой мировой войны и вывода турецких войск 16 ноября между азербайджанским правительством и британским военным командованием в Энзели (ныне Бендер-Энзели) было подписано соглашение, по которому последнему переходили бакинские нефтепромыслы; британские войска заняли Азербайджан, однако уже осенью 1919 года закончилась их эвакуация. В январе 1920 года Верховный совет Антанты де-факто признал независимость Азербайджана, что отказывалось делать правительство РСФСР. В апреле большевистские подпольные организации подняли восстание и вместе с частями Красной Армии заняли Баку, где 28 апреля был сформирован Временный Революционный комитет Азербайджана (Азревком), который в тот же день провозгласил Азербайджанскую Социалистическую Советскую Республику.
|        | Портрет        | Имя (годы жизни)                                                                          | Полномочия     | Полномочия     | Партия                                                    | Наименование должности                                | Кабинет       | Пр.           |
| Начало | Портрет        | Имя (годы жизни)                                                                          | Окончание      |                | Партия                                                    | Наименование должности                                | Кабинет       | Пр.           |
| ------ | -------------- | ----------------------------------------------------------------------------------------- | -------------- | -------------- | --------------------------------------------------------- | ----------------------------------------------------- | ------------- | ------------- |
| 1      |                | Фатали Хан Искендер оглы Хойский (1875—1920) азерб. فتحعلی خان ایسگندر اوغلو خویسکی       | 28 мая 1918    | 14 апреля 1919 | беспартийный                                              | Председатель Совета министров азерб. رئیس هیئت وزیران | Хойский (I)   | [ 15 ] [ 16 ] |
| 1      | Хойский (II)   | Фатали Хан Искендер оглы Хойский (1875—1920) азерб. فتحعلی خان ایسگندر اوغلو خویسکی       | 28 мая 1918    | 14 апреля 1919 | беспартийный                                              | Председатель Совета министров азерб. رئیس هیئت وزیران |               | [ 15 ] [ 16 ] |
| 1      | Хойский (III)  | Фатали Хан Искендер оглы Хойский (1875—1920) азерб. فتحعلی خان ایسگندر اوغلو خویسکی       | 28 мая 1918    | 14 апреля 1919 | беспартийный                                              | Председатель Совета министров азерб. رئیس هیئت وزیران |               | [ 15 ] [ 16 ] |
| 2      |                | Насиб-бек Юсиф-бек оглы Юсифбейли (1881—1920) азерб. نسیب بی یوسیف بی اوغلو یوسیفبی‌لی     | 14 апреля 1919 | 30 марта 1920  | Тюркская демократическая партия федералистов-мусаватистов | Председатель Совета министров азерб. رئیس هیئت وزیران | Юсифбейли (I) | [ 17 ] [ 18 ] |
| 2      | Юсифбейли (II) | Насиб-бек Юсиф-бек оглы Юсифбейли (1881—1920) азерб. نسیب بی یوسیف بی اوغلو یوسیفبی‌لی     | 14 апреля 1919 | 30 марта 1920  | Тюркская демократическая партия федералистов-мусаватистов | Председатель Совета министров азерб. رئیس هیئت وزیران |               | [ 17 ] [ 18 ] |
| и. о.  |                | Мамед-Гасан Джафаркули оглы Гаджинский (1875—1931) азерб. محمدحسن جعفرگولو اوغلو حاجینسکی | 1 апреля 1920  | 28 апреля 1920 | Тюркская демократическая партия федералистов-мусаватистов | Председатель Совета министров азерб. رئیس هیئت وزیران | [ комм. 3 ]   | [ 19 ] [ 20 ] |

## Азербайджанская ССР (1921—1936) в составе ЗСФСР
В апреле 1920 года большевистские подпольные организации подняли восстание и вместе с частями Красной Армии заняли Баку, где 28 апреля был сформирован Временный Революционный комитет Азербайджана (Азревком), который в тот же день провозгласил Азербайджанскую Социалистическую Советскую Республику (азерб. آذربایجان سوسیالیست شورا جمهوریتی). На I Всеазербайджанском съезде Советов, проходившем 6—19 мая 1921 года, была принята Конституция Азербайджанской ССР и избран Центральный исполнительный комитет (ЦИК), который сформировал Совет народных комиссаров — правительство Азербайджана. 13 октября между правительствами закавказских республик и Турции был подписан Карсский договор, по которому Нахичеванская область преобразовывалась в автономную республику «под покровительством» Азербайджана.
12 марта 1922 года Азербайджан подписал с советскими Арменией и Грузией договор о создании Федеративного Союза Социалистических Советских Республик Закавказья, который 13 декабря был преобразован в Закавказскую Социалистическую Федеративную Советскую Республику (ЗСФСР). 30 декабря Азербайджан в составе ЗСФСР вошёл в СССР. В июле 1923 года в состав Азербайджана вошёл Нагорный Карабах, преобразованный в автономную область, а в феврале 1924 года — Нахичевань в качестве автономной республики. 5 декабря 1936 года на чрезвычайном VIII Всесоюзном съезде Советов была принята новая Конституция СССР, в которой были отражены упразднение ЗСФСР, новое название Азербайджана (Азербайджанская Советская Социалистическая Республика) и его вхождение в состав СССР на правах союзной республики.
|        | Портрет | Имя (годы жизни)                                                              | Полномочия      | Полномочия      | Партия                                             | Наименование должности | Пр.           |
| Начало | Портрет | Имя (годы жизни)                                                              | Окончание       |                 | Партия                                             | Наименование должности | Пр.           |
| ------ | ------- | ----------------------------------------------------------------------------- | --------------- | --------------- | -------------------------------------------------- | --- | ------------- |
| 3      |         | Нариман Наджаф оглы Нариманов (1870—1925) азерб. نریمان نجف اوغلو نریمانوف    | 21 мая 1921     | 7 мая 1922      | Коммунистическая партия (большевиков) Азербайджана | Председатель Совета народных комиссаров Азербайджанской Социалистической Советской Республики азерб. رئیس شورای کمیسرهای خلق جمهوری شورای سوسیالیستی آذربایجان / Azərbaycan İctimai Şura Cümhuriyyəti Xalq Komissarları Şurasının Sədri | [ 24 ] [ 25 ] |
| 4      |         | Газанфар Махмуд оглы Мусабеков (1888—1938) азерб. غازانفر محمود اوغلو موصابیف | 7 мая 1922      | 14 марта 1930   | Коммунистическая партия (большевиков) Азербайджана | Председатель Совета народных комиссаров Азербайджанской Социалистической Советской Республики азерб. رئیس شورای کمیسرهای خلق جمهوری شورای سوسیالیستی آذربایجان / Azərbaycan İctimai Şura Cümhuriyyəti Xalq Komissarları Şurasının Sədri | [ 26 ] [ 27 ] |
| 5      |         | Дадаш Ходжа оглы Буниатзаде (1888—1938) азерб. Dadaş Xoca oğlu Bünyadzadə     | 14 марта 1930   | 20 октября 1932 | Коммунистическая партия (большевиков) Азербайджана | Председатель Совета народных комиссаров Азербайджанской Социалистической Советской Республики азерб. رئیس شورای کمیسرهای خلق جمهوری شورای سوسیالیستی آذربایجان / Azərbaycan İctimai Şura Cümhuriyyəti Xalq Komissarları Şurasının Sədri | [ 28 ] [ 29 ] |
| 6 (I)  |         | Мир Джафар Аббас оглы Багиров (1896—1956) азерб. Mircəfər Abbas oğlu Bağırov  | 20 октября 1932 | 12 декабря 1933 | Коммунистическая партия (большевиков) Азербайджана | Председатель Совета народных комиссаров Азербайджанской Социалистической Советской Республики азерб. رئیس شورای کمیسرهای خلق جمهوری شورای سوسیالیستی آذربایجان / Azərbaycan İctimai Şura Cümhuriyyəti Xalq Komissarları Şurasının Sədri | [ 30 ] [ 31 ] |
| 7      |         | Гусейн Паша оглы Рахманов (1902—1938) азерб. Hüseyn Paşa oğlu Rəhmanov        | 12 декабря 1933 | 5 декабря 1936  | Коммунистическая партия (большевиков) Азербайджана | Председатель Совета народных комиссаров Азербайджанской Социалистической Советской Республики азерб. رئیس شورای کمیسرهای خلق جمهوری شورای سوسیالیستی آذربایجان / Azərbaycan İctimai Şura Cümhuriyyəti Xalq Komissarları Şurasının Sədri | [ 32 ] [ 33 ] |

## Азербайджанская ССР (1936—1991) в составе СССР
5 декабря 1936 года на чрезвычайном VIII Всесоюзном съезде Советов была принята новая Конституция СССР, в которой, кроме прочего, было отражено новое название Азербайджана, как союзной республики СССР, — Азербайджанская Советская Социалистическая Республика (азерб. Azәrbaycan Sovet Sosialist Respublikası). В марте 1937 года на IX Всеазербайджанском съезде Советов была принята новая азербайджанская конституция, согласно которой высшим органом исполнительной власти в Азербайджане стал Совет министров.
В 1988 году начался азербайджано-армянский конфликт вокруг Нагорного Карабаха на фоне резкого подъёма национальных движений в республике. В мае 1990 года Аяз Муталибов был избран Верховным Советом на пост президента АзССР. 5 февраля 1991 года Верховный Совет изменил название страны на «Азербайджанскую Республику». После августовских событий в Москве 30 августа Верховный Совет Азербайджана принял декларацию «О восстановлении государственной независимости Азербайджанской Республики».
|            | Портрет        | Имя (годы жизни)                                                                | Полномочия      | Полномочия | Партия                                             | Наименование должности | Пр.           |
| Начало     | Портрет        | Имя (годы жизни)                                                                | Окончание       | | Партия                                             | Наименование должности | Пр.           |
| ---------- | -------------- | ------------------------------------------------------------------------------- | --------------- | --- | -------------------------------------------------- | --- | ------------- |
| (7)        |                | Гусейн Паша оглы Рахманов (1902—1938) азерб. Hüseyn Paşa oğlu Rəhmanov          | 5 декабря 1936  | 5 октября 1937 | Коммунистическая партия (большевиков) Азербайджана | Председатель Совета народных комиссаров Азербайджанской Советской Социалистической Республики азерб. Azәrbaycan Sovet Sosialist Respublikası Xalq Komissarları Sovetinin Sədri / Азәрбайҹан Совет Социалист Республикасы Халг Комиссарлары Советинин Сәдри | [ 32 ] [ 33 ] |
| 8 (I—II)   |                | Теймур Имам Кули оглы Кулиев (1888—1965) азерб. Teymur İmanqulu oğlu Quliyev    | 13 ноября 1937  | 28 марта 1946 | Коммунистическая партия (большевиков) Азербайджана | Председатель Совета народных комиссаров Азербайджанской Советской Социалистической Республики азерб. Azәrbaycan Sovet Sosialist Respublikası Xalq Komissarları Sovetinin Sədri / Азәрбайҹан Совет Социалист Республикасы Халг Комиссарлары Советинин Сәдри | [ 35 ] [ 36 ] |
| 8 (I—II)   | 28 марта 1946  | Теймур Имам Кули оглы Кулиев (1888—1965) азерб. Teymur İmanqulu oğlu Quliyev    | 6 апреля 1953   | Председатель Совета министров Азербайджанской Советской Социалистической Республики азерб. Азәрбайҹан Совет Социалист Республикасы Назирләр Советинин Сәдри / Азәрбайҹан Совет Сосялист Республикасы Назирләр Советинин Сәдри / Азәрбајҹан Совет Сосиалист Республикасы Назирләр Советинин Сәдри | Коммунистическая партия (большевиков) Азербайджана | | [ 35 ] [ 36 ] |
| 6 (II)     |                | Мир Джафар Аббас оглы Багиров (1896—1956) азерб. Mircəfər Abbas oğlu Bağırov    | 6 апреля 1953   | Председатель Совета министров Азербайджанской Советской Социалистической Республики азерб. Азәрбайҹан Совет Социалист Республикасы Назирләр Советинин Сәдри / Азәрбайҹан Совет Сосялист Республикасы Назирләр Советинин Сәдри / Азәрбајҹан Совет Сосиалист Республикасы Назирләр Советинин Сәдри | 13 июля 1953                                       | Коммунистическая партия Азербайджана | [ 30 ] [ 31 ] |
| 8 (III)    |                | Теймур Имам Кули оглы Кулиев (1888—1965) азерб. Teymur İmanqulu oğlu Quliyev    | 13 июля 1953    | Председатель Совета министров Азербайджанской Советской Социалистической Республики азерб. Азәрбайҹан Совет Социалист Республикасы Назирләр Советинин Сәдри / Азәрбайҹан Совет Сосялист Республикасы Назирләр Советинин Сәдри / Азәрбајҹан Совет Сосиалист Республикасы Назирләр Советинин Сәдри | 9 марта 1954                                       | Коммунистическая партия Азербайджана | [ 35 ] [ 36 ] |
| 9          |                | Садых Гаджи Ярали оглы Рагимов (1914—1975) азерб. Sadıq Hacıyarəli oğlu Rəhimov | 9 марта 1954    | Председатель Совета министров Азербайджанской Советской Социалистической Республики азерб. Азәрбайҹан Совет Социалист Республикасы Назирләр Советинин Сәдри / Азәрбайҹан Совет Сосялист Республикасы Назирләр Советинин Сәдри / Азәрбајҹан Совет Сосиалист Республикасы Назирләр Советинин Сәдри | 8 июля 1958                                        | Коммунистическая партия Азербайджана | [ 37 ] [ 38 ] |
| 10         |                | Вели Юсуф оглы Ахундов (1916—1986) азерб. Vəli Yusif oğlu Axundov               | 8 июля 1958     | Председатель Совета министров Азербайджанской Советской Социалистической Республики азерб. Азәрбайҹан Совет Социалист Республикасы Назирләр Советинин Сәдри / Азәрбайҹан Совет Сосялист Республикасы Назирләр Советинин Сәдри / Азәрбајҹан Совет Сосиалист Республикасы Назирләр Советинин Сәдри | 10 июля 1959                                       | Коммунистическая партия Азербайджана | [ 39 ] [ 40 ] |
| 11         |                | Мамед Абдул оглы Искендеров (1915—1985) азерб. Məmməd Əbdül oğlu İsgəndərov     | 10 июля 1959    | Председатель Совета министров Азербайджанской Советской Социалистической Республики азерб. Азәрбайҹан Совет Социалист Республикасы Назирләр Советинин Сәдри / Азәрбайҹан Совет Сосялист Республикасы Назирләр Советинин Сәдри / Азәрбајҹан Совет Сосиалист Республикасы Назирләр Советинин Сәдри | 29 декабря 1961                                    | Коммунистическая партия Азербайджана | [ 41 ] [ 42 ] |
| 12         |                | Энвер Назар оглы Алиханов (1917—1992) азерб. Ənvər Nəzər oğlu Əlixanov          | 29 декабря 1961 | Председатель Совета министров Азербайджанской Советской Социалистической Республики азерб. Азәрбайҹан Совет Социалист Республикасы Назирләр Советинин Сәдри / Азәрбайҹан Совет Сосялист Республикасы Назирләр Советинин Сәдри / Азәрбајҹан Совет Сосиалист Республикасы Назирләр Советинин Сәдри | 10 апреля 1970                                     | Коммунистическая партия Азербайджана | [ 43 ] [ 44 ] |
| 13         |                | Али Измаил оглы Ибрагимов (1913—1990) азерб. Əli İsmayıl oğlu İbrahimov         | 10 апреля 1970  | Председатель Совета министров Азербайджанской Советской Социалистической Республики азерб. Азәрбайҹан Совет Социалист Республикасы Назирләр Советинин Сәдри / Азәрбайҹан Совет Сосялист Республикасы Назирләр Советинин Сәдри / Азәрбајҹан Совет Сосиалист Республикасы Назирләр Советинин Сәдри | 22 января 1981                                     | Коммунистическая партия Азербайджана | [ 45 ] [ 46 ] |
| 14         |                | Гасан Неймат оглы Сеидов (1932—2004) азерб. Həsən Neymət oğlu Seyidov           | 22 января 1981  | Председатель Совета министров Азербайджанской Советской Социалистической Республики азерб. Азәрбайҹан Совет Социалист Республикасы Назирләр Советинин Сәдри / Азәрбайҹан Совет Сосялист Республикасы Назирләр Советинин Сәдри / Азәрбајҹан Совет Сосиалист Республикасы Назирләр Советинин Сәдри | 27 января 1989                                     | Коммунистическая партия Азербайджана | [ 47 ] [ 48 ] |
| 15         |                | Аяз Ниязи оглы Муталибов (1938—2022) азерб. Ayaz Niyazi oğlu Mütəllibov         | 27 января 1989  | Председатель Совета министров Азербайджанской Советской Социалистической Республики азерб. Азәрбайҹан Совет Социалист Республикасы Назирләр Советинин Сәдри / Азәрбайҹан Совет Сосялист Республикасы Назирләр Советинин Сәдри / Азәрбајҹан Совет Сосиалист Республикасы Назирләр Советинин Сәдри | 26 января 1990                                     | Коммунистическая партия Азербайджана | [ 49 ] [ 50 ] |
| 16 (I—III) |                | Гасан Азиз оглы Гасанов (1940—) азерб. Həsən Əziz oğlu Həsənov                  | 26 января 1990  | Председатель Совета министров Азербайджанской Советской Социалистической Республики азерб. Азәрбайҹан Совет Социалист Республикасы Назирләр Советинин Сәдри / Азәрбайҹан Совет Сосялист Республикасы Назирләр Советинин Сәдри / Азәрбајҹан Совет Сосиалист Республикасы Назирләр Советинин Сәдри | 5 февраля 1991                                     | Коммунистическая партия Азербайджана | [ 51 ] [ 52 ] |
| 16 (I—III) | 5 февраля 1991 | Гасан Азиз оглы Гасанов (1940—) азерб. Həsən Əziz oğlu Həsənov                  | 7 февраля 1991  | Председатель Совета министров Азербайджанской Республики азерб. Azərbaycan Respublikasının Nazirlər Sovetinin sədri |                                                    | Коммунистическая партия Азербайджана | [ 51 ] [ 52 ] |
| 16 (I—III) | 7 февраля 1991 | Гасан Азиз оглы Гасанов (1940—) азерб. Həsən Əziz oğlu Həsənov                  | 30 августа 1991 | Премьер-министр Азербайджанской Республики азерб. Azərbaycan Respublikasının Baş naziri |                                                    | Коммунистическая партия Азербайджана | [ 51 ] [ 52 ] |

## Восстановление независимости (с 1991)

Дом правительства Азербайджана

5 февраля 1991 года Верховный Совет изменил название страны на Азербайджанскую Республику (азерб. Azәrbaycan Respublikası). После августовских событий в Москве 30 августа Верховный Совет Азербайджана принял декларацию «О восстановлении государственной независимости Азербайджанской Республики», а в сентябре на всеобщих президентских выборах победил Муталибов. В октябре Верховным Советом принят конституционный акт «О государственной независимости Азербайджанской Республики», после чего в декабре проведён референдум, в ходе которого 95 % избирателей поддержали независимость Азербайджана.
С целью организации осуществления исполнительных полномочий 7 февраля 1991 года президент Аяз Муталибов издал указ № 50-XII «О создании в Азербайджане Кабинета министров», во главе с премьер-министром.
В июне 1993 года полковник ВС Азербайджана Сурет Гусейнов поднял антиправительственный мятеж, в результате которого Эльчибей был свергнут и бежал из страны, а сам Гусейнов возглавил новое правительство. В октябре на президентских выборах победил кандидат от партии «Новый Азербайджан» Гейдар Алиев, стабилизировавший политическую и экономическую ситуацию в стране.
В ноябре 1995 года путём всеобщего референдума парламентом была принята Конституция, закрепившая доминирующее положение президента в системе властных институтов страны. В октябре 2003 года через всеобщие выборы президентская власть была передана сыну Алиева — Ильхаму.
|          | Портрет         | Имя (годы жизни)                                                       | Полномочия                                                                      | Полномочия      | Партия                               | Выборы          | Пр.           |
| Начало   | Портрет         | Имя (годы жизни)                                                       | Окончание                                                                       |                 | Партия                               | Выборы          | Пр.           |
| -------- | --------------- | ---------------------------------------------------------------------- | ------------------------------------------------------------------------------- | --------------- | ------------------------------------ | --------------- | ------------- |
| 16 (III) |                 | Гасан Азиз оглы Гасанов (1940—) азерб. Həsən Əziz oğlu Həsənov         | 30 августа 1991                                                                 | 4 апреля 1992   | Коммунистическая партия Азербайджана | (1990)          | [ 51 ] [ 52 ] |
|          | беспартийный    | Гасан Азиз оглы Гасанов (1940—) азерб. Həsən Əziz oğlu Həsənov         | 30 августа 1991                                                                 | 4 апреля 1992   | 1991                                 |                 | [ 51 ] [ 52 ] |
| и. о.    | беспартийный    |                                                                        | Фейруз Раджаб оглы Мустафаев (1933—2018) азерб. Feyruz Rəcəb oğlu Mustafayev    | 4 апреля 1992   | 16 мая 1992                          | [ комм. 12 ]    | [ 54 ] [ 57 ] |
| 17       | беспартийный    |                                                                        | Рагим Али Гусейн оглы Гусейнов (1936—2023) азерб. Rəhim Əlihüseyn oğlu Hüseynov | 16 мая 1992     | 26 января 1993                       | [ комм. 12 ]    | [ 58 ] [ 59 ] |
| и. о.    | беспартийный    |                                                                        | Али Ахмед оглы Масимов (1953—) азерб. Əli Əhməd oğlu Məsimov                    | 26 января 1993  | 28 апреля 1993                       | 1992            | [ 60 ] [ 61 ] |
| 18       |                 | Панах Чодар оглы Гусейнов (1957—) азерб. Pənah Çodar oğlu Hüseynov     | 28 апреля 1993                                                                  | 30 июня 1993    | Народный фронт Азербайджана          | 1992            | [ 62 ] [ 63 ] |
| 19       |                 | Сурет Давуд оглы Гусейнов (1959—2023) азерб. Surət Davud oğlu Hüseynov | 30 июня 1993                                                                    | 7 октября 1994  | военный                              | 1992            | [ 64 ] [ 65 ] |
| и. о.    |                 | Фуад Халил оглы Гулиев (1941—) азерб. Fuad Xəlil oğlu Quliyev          | 7 октября 1994                                                                  | 2 мая 1995      | Новый Азербайджан                    | 1993            | [ 66 ] [ 67 ] |
| 20       | 2 мая 1995      | Фуад Халил оглы Гулиев (1941—) азерб. Fuad Xəlil oğlu Quliyev          | 20 июля 1996                                                                    |                 | Новый Азербайджан                    | 1993            | [ 66 ] [ 67 ] |
| и. о.    |                 | Артур Таир оглы Расизаде (1935—) азерб. Artur Tahir oğlu Rasizadə      | 20 июля 1996                                                                    | 26 ноября 1996  | Новый Азербайджан                    | 1993            | [ 68 ] [ 69 ] |
| 21 (I)   | 26 ноября 1996  | Артур Таир оглы Расизаде (1935—) азерб. Artur Tahir oğlu Rasizadə      | 18 октября 1998                                                                 |                 | Новый Азербайджан                    | 1993            | [ 68 ] [ 69 ] |
| и. о.    | 18 октября 1998 | Артур Таир оглы Расизаде (1935—) азерб. Artur Tahir oğlu Rasizadə      | 24 октября 1998                                                                 |                 | Новый Азербайджан                    | 1993            | [ 68 ] [ 69 ] |
| 21 (II)  | 24 октября 1998 | Артур Таир оглы Расизаде (1935—) азерб. Artur Tahir oğlu Rasizadə      | 4 августа 2003                                                                  | 1998            | Новый Азербайджан                    |                 | [ 68 ] [ 69 ] |
| 22       |                 | Ильхам Гейдар оглы Алиев (1961—) азерб. İlham Heydər oğlu Əliyev       | 4 августа 2003                                                                  | 1998            | Новый Азербайджан                    | 31 октября 2003 | [ 70 ] [ 71 ] |
| и. о.    |                 | Артур Таир оглы Расизаде (1935—) азерб. Artur Tahir oğlu Rasizadə      | 31 октября 2003                                                                 | 1998            | Новый Азербайджан                    | 4 ноября 2003   | [ 68 ] [ 69 ] |
| 21 (III) | 4 ноября 2003   | Артур Таир оглы Расизаде (1935—) азерб. Artur Tahir oğlu Rasizadə      | 28 октября 2008                                                                 | 2003            | Новый Азербайджан                    |                 | [ 68 ] [ 69 ] |
| 21 (III) | 28 октября 2008 | Артур Таир оглы Расизаде (1935—) азерб. Artur Tahir oğlu Rasizadə      | 22 октября 2013                                                                 | 2008            | Новый Азербайджан                    |                 | [ 68 ] [ 69 ] |
| 21 (III) | 22 октября 2013 | Артур Таир оглы Расизаде (1935—) азерб. Artur Tahir oğlu Rasizadə      | 21 апреля 2018                                                                  | 2013            | Новый Азербайджан                    |                 | [ 68 ] [ 69 ] |
| 23       |                 | Новруз Исмаил оглы Мамедов (1947—) азерб. Novruz İsmayıl oğlu Məmmədov | 21 апреля 2018                                                                  | 8 октября 2019  | Новый Азербайджан                    | 2018            | [ 72 ] [ 73 ] |
| 24 (I)   |                 | Али Идаят оглы Асадов (1956—) азерб. Əli Hidayət oğlu Əsədov           | 8 октября 2019                                                                  | 14 февраля 2024 | Новый Азербайджан                    | 2018            | [ 74 ] [ 75 ] |
| и. о.    | 14 февраля 2024 | Али Идаят оглы Асадов (1956—) азерб. Əli Hidayət oğlu Əsədov           | 16 февраля 2024                                                                 |                 | Новый Азербайджан                    | 2018            | [ 74 ] [ 75 ] |
| 24 (II)  | 16 февраля 2024 | Али Идаят оглы Асадов (1956—) азерб. Əli Hidayət oğlu Əsədov           | действующий                                                                     | 2024            | Новый Азербайджан                    |                 | [ 74 ] [ 75 ] |